# Avatsja
De Avatsja (Russisch: Авача) is een Russische rivier in het zuidwesten van het schiereiland Kamtsjatka. De Avatsja stroomt in de Avatsjabaai.
De rivier wordt gevoed door sneeuw, regen, grondwater en gletsjers. De Avatsja bevriest eind december (aan de monding in november) en ontdooit weer in maart. Aan de rivier bevinden zich veel minerale heet- en koudwaterbronnen. In de rivier leven veel rode zalmen.
Aan de rivier ligt de stad Jelizovo, het bestuurlijk centrum van het district Jelizovski van oblast Kamtsjatka, waar ook de internationale luchthaven Petropavlovsk-Kamtsjatski ligt.